# L'Impero segreto
L'Impero segreto (Secret Empire) è un arco narrativo che si è svolto da gennaio ad agosto 1974 in Captain America and the Falcon, una serie di fumetti statunitensi pubblicata dalla Marvel Comics. È stato scritto da Steve Englehart con sceneggiature aggiuntive di Mike Friedrich e disegnato da Sal Buscema. Il fumetto segue il supereroe Capitan America mentre scopre una cospirazione per screditarlo perpetrata dall'Impero Segreto, che si estende fino ai vertici della presidenza americana.
Englehart concepì "Impero segreto" come un'allegoria dello scandalo Watergate e cercò di esaminare come quell'evento avrebbe avuto un effetto disilluso sulla fede di Capitan America in un'America idealizzata. La trama è stata un successo di critica, con elogi offerti per il suo contenuto politico, anche se recensioni più recenti hanno notato come i suoi dialoghi tipici dei fumetti degli anni settanta probabilmente sembrino invecchiati per un pubblico moderno. "Impero segreto" è stato citato come un esempio di come i fumetti riflettono le condizioni politiche in cui sono prodotti, ed è accreditato di aver introdotto la tensione tra l'America come idealizza se stessa e l'America come esiste nella realtà come tema perenne. Nelle storie con Capitan America.

## Sinossi
Capitan America (Steve Rogers) viene preso di mira da una campagna pubblicitaria di attacco organizzata dal gruppo di interesse speciale conservatore "Il Comitato per riconquistare i principi americani", che utilizza affermazioni e filmati ingannevoli per presentarlo come irresponsabile nei confronti delle istituzioni legali e una minaccia per civili. Mentre l'opinione pubblica gli si rivolta contro, scopre che il comitato è una copertura dell'Impero Segreto - una scheggia del gruppo terroristico neonazista Hydra - che, sotto la guida del misterioso "Numero Uno", cerca di screditare Capitan America come parte di una cospirazione per assumere il controllo del governo degli Stati Uniti. In una battaglia climatica alla Casa Bianca, Capitan America insegue Numero Uno nello Studio Ovale. Sventato il suo complotto, Numero Uno smaschera per rivelarsi il presidente degli Stati Uniti e si suicida. Scosso dalla consapevolezza che la corruzione politica in America si estende fino ai vertici della presidenza, un disilluso Rogers rinuncia al mantello di Capitan America.

## Sviluppo

### Contesto

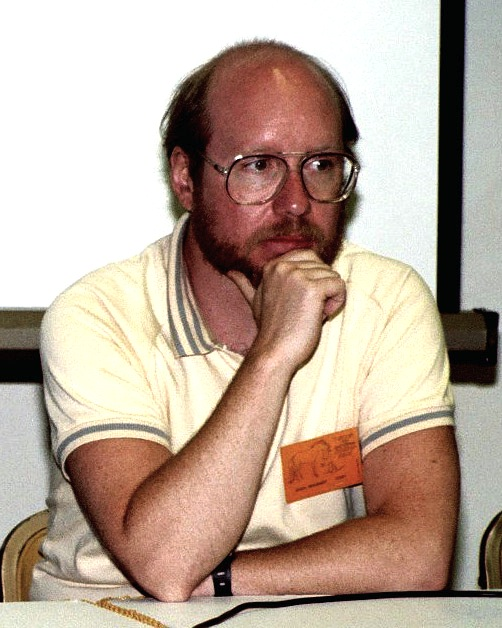
L'autore di "L'Impero Segreto" Steve Englehart (nella foto nel 1982)

Lo scrittore Steve Englehart ha assunto la paternità della serie di fumetti Captain America a partire dal numero 153 nel 1972. Captain America all'epoca stava rischiando la cancellazione a causa delle scarse vendite, che l'editore Marvel Tom Brevoort attribuì a un clima politico caratterizzato dall'opposizione pubblica alla guerra del Vietnam e da una percezione generale tra i lettori che personaggi come Captain America che "avevano il potere" l'apparente [immagine] di essere a favore dell'establishment" era "fuori passo". Contemporaneamente, l'editore Marvel Stan Lee si stava ritirando dal suo ruolo di gestire le operazioni quotidiane della Marvel, con il risultato che gli scrittori della società operavano con crescente autonomia. Englehart ha ricevuto ampia licenza dal suo editore Roy Thomas per Captain America che, secondo Englehart, gli ha detto che le sue uniche attese per la serie erano che "devi consegnarla in tempo e farla vendere".
Englehart cercò di esaminare quella che vedeva come la contraddizione tra la personalità di Capitan America come supereroe patriottico in tempo di guerra degli anni quaranta e le realtà politiche dell'America negli anni settanta. A tal fine, ha allontanato Capitan America dalle storie incentrate sui supercriminali a quelle incentrate su questioni sociali domestiche della vita reale, come la povertà, il razzismo e la corruzione politica. Il cambiamento portò a un'inversione di fortuna critica e commerciale per la serie, e al sesto numero della serie di Englehart, Capitan America divenne uno dei titoli Marvel più venduti.

### Produzione
«Mi sembrava che se Cap fosse esistito, ed era il modo in cui mi sono avvicinato a tutti i miei personaggi, allora [lui] non avrebbe potuto combattere l'Artiglio Giallo o il Dottor Faustus  mentre il presidente degli Stati Uniti veniva assicurato alla giustizia. Così ho rivolto la mia trama in una versione degli eventi della giornata."»

— Steve Englehart
Con l'intensificarsi dello scandalo Watergate, Englehart si sentì obbligato ad affrontare la questione in Captain America, affermando che "stavo scrivendo a un uomo che credeva negli ideali più alti dell'America in un'epoca in cui il presidente americano era un truffatore. Non potevo ignorarlo." Englehart è stato particolarmente colpito dall'intensità della copertura stampa dello scandalo, paragonando trasformandolo in un "film epico che si svolge giorno dopo giorno", e ho deciso di scrivere "Secret Empire" come allegoria del Watergate e della sua copertura mediatica. Notando che "una storia su persone che irrompono in un ufficio elettorale [...] sarebbe un fumetto piuttosto noioso", ha invece scelto di riconfigurare l'elemento centrale dello scandalo, la corruzione politica, concentrandosi su Capitan America "fa i conti con la cruda realtà che l'America in pratica è diversa dagli ideali dell'America."
Diversi aspetti della storia provengono direttamente dalla carriera politica di Nixon: il Comitato per la riconquista dei principi americani ("CRAP") era un riferimento al Comitato di Nixon per la rielezione del presidente (denominato in modo spregiativo "CREEP"), e il leader del CRAP era basato sul principale aiutante di Nixon H. R. Haldeman. Poiché i numeri di Capitan America furono scritti tre mesi prima della data di pubblicazione, Englehart era limitato nella misura in cui poteva commentare il Watergate in tempo reale. "Segreto impero" si sarebbe concluso prima che il Watergate fosse risolto, sebbene la decisione di far suicidare Number One al culmine della storia fosse basata sulla convinzione di Englehart che "la conclusione [dello scandalo] sembrava ovvia". Englehart cercava un "finale davvero scioccante" che potesse portare alla trama successiva della decisione di Rogers di rinunciare al ruolo di Capitan America, affermando che "Nixon non si è fatto saltare le cervella, ma ha distrutto la sua stessa carriera e questo è un suicidio politico." Mentre c'erano frequenti speculazioni che Englehart è stato costretto dalla Marvel a non rivelare esplicitamente che il Numero Uno era Nixon, ha affermato che era a sua discrezione che l'identità del personaggio fosse lasciata ambigua, ma ha precisato che "nessuno in quel tempo e in quel luogo poteva essere ignaro del mio punto."
Oltre a Englehart, il team creativo di "Impero segreto" includeva Sal Buscema, che è stato l'artista della serie. Mike Friedrich è accreditato per la sceneggiatura di seconda metà del primo numero della storia, le sceneggiature per tutti i due numeri successivi, e gli viene dato il credito speciale di "Amigo" per il quarto numero. Vince Colletta e Frank McLaughlin hanno servito come inchiostratori; Petra Goldberg, Linda Lessmann, Michelle Brand e George Roussos sono accreditati come coloristi; e Charlotte Jetter e Artie Simek hanno prestato servizio come letteristi.

## Accoglienza

### Eredità e impatto
In seguito agli eventi di "Impero segreto", Steve Rogers abbandona il titolo di Capitan America e adotta l'identità del supereroe di "Nomad, l'uomo senza patria". Sebbene questo cambiamento sia durato solo per quattro numeri di Capitan America, lo studioso di fumetti Jason Dittmer nota come questi numeri, in cui Rogers viaggia attraverso gli Stati Uniti da una costa all'altra, fossero significativi nella loro enfasi su "una diversa relazione tra l'eroe e il sistema politico".. "Impero segreto" contiene anche la prima apparizione della tuta volante di Falcon (Sam Wilson), che gli viene donata dal supereroe Pantera Nera.
"Secret Empire" è stato citato negli studi accademici come un esempio di come i fumetti riflettono le condizioni politiche in cui vengono prodotti. Scrivendo per The Journal of Popular Culture, Andrew e Virginia MacDonald notano come la trama rappresentasse una "metamorfosi" per Capitan America, allontanandosi dalle sue radici in tempo di guerra come personaggio "che sapeva che i nazisti erano marci e dove risiedeva il suo dovere" per diventare una figura che arriva a comprendere che «l'America non è quella entità unica che tutti pensavamo che fosse». Per il titolo Secret Empire, la trama rappresentava ciò che lo studioso di fumetti David Walton ha descritto come una trasformazione da "una delle organizzazioni sovversive e cliché della Marvel in una metafora della trasparenza del governo", che rappresenta "la fusione invisibile di interessi privati, aziendali e politici".  La disillusione e la tensione tra l'America come si idealizza e l'America come esiste nella realtà diventerebbero temi perenni nelle storie con Capitan America, in particolare nei film di Capitan America del Marvel Cinematic Universe.
La Marvel ha pubblicato una trama crossover con il nome statunitense nel 2017, sebbene la sua trama non abbia alcuna somiglianza con "L'Impero segreto" del 1974.

### Accoglienza critica
Secondo Englehart, la reazione dei lettori a "Secret Empire" è stata ampiamente positiva. Il contenuto politico della storia è stato oggetto di elogi, con Kieran Shiach di Polygon che ha descritto "Impero segreto" come "una delle storie di supereroi politicamente più risonanti di tutti i tempi". MacDonald e MacDonald hanno scritto che i cambiamenti politici rappresentati dalla serie costituivano più di un "cambiamento in politica da parte di una società ansiosa di assecondare i pregiudizi del suo pubblico. Gli scrittori hanno chiaramente cercato di identificare e articolare i sentimenti riguardo al patriottismo e alle generazioni successive di americani. " e "ha colto con precisione i mutevoli umori degli ultimi trent'anni". Inoltre, hanno notato che mentre la storia "può essere casualmente respinta dai critici elitari che deridono il genere dei fumetti necessariamente superficiale e semplificato [...] è giusto dire che molti più americani conoscono Cap che Richard Hofstadter".
Le revisioni retrospettive di "Impero segreto" hanno riconosciuto la natura un po' datata del dialogo della storia, con Shiach che lo descrive come "il più comico possibile" e Matthew Peterson di Major Spoilers che scrive che "Impero segreto" è "tutto molto anni 70 e imbarazzante per gli standard odierni, ma la storia è comunque una lettura veloce e divertente". Mike Avila di Syfy ha scritto che "alcuni elementi della storia sono certamente invecchiati con più grazia di altri, ma rimane una grande capsula del tempo [...] del disincanto che permeava ampie sezioni dell'America durante la fine della guerra del Vietnam".

## Uscite
"Impero segreto" è stato serializzato in Captain America and the Falcon dal numero 169 (copertina datata gennaio 1974) al numero 176 (agosto 1974). Questi numeri sono stati inseriti in un'antologia più volte dalla Marvel, incluso un tascabile commerciale pubblicato il 28 dicembre 2005 che è stato ristampato il 29 marzo 2017.

### Annotazioni
1. ↑  L'acronimo implicito "CRAP" non viene mai utilizzato nel testo del fumetto stesso.[S 1]
2. ↑  Anche se il volto di Numero Uno non viene mai rivelato sul pannello, è fortemente implicito che si tratti del presidente in carica Richard Nixon[1][HA 1][W 1].

### Fonti
1. 1 2 3 4   Kieran Shiach, Marvel's 1974 Secret Empire storyline speaks to modern comics — and modern politics, su polygon.com, 11 maggio 2017. URL consultato il 9 luglio 2023.
2. 1 2 3 4 5 6   George Marston, Steve Engelhart On the Politics, Shocking Ending & Legacy of Captain America's Original Secret Empire, su Newsarama, 30 maggio 2017. URL consultato il 6 novembre 2023 (archiviato dall'url originale il 31 maggio 2017).
3. 1 2   Michael Cavna, The bizarre story of when Captain America battled Nixon, in The Washington Post, 11 maggio 2016. URL consultato il 6 novembre 2023 (archiviato dall'url originale il 12 maggio 2016).
4. 1 2 3   Steve Engelhart, Captain America and the Legacy of Secret Empire, su 13th Dimension, 4 maggio 2020. URL consultato il 6 novembre 2023.
5. ↑   Jamie Millar, What happens when politicians and superheroes collide?, in Wired UK, 5 aprile 2016. URL consultato il 9 luglio 2023.
6. 1 2 3 4   Mike Avila, Captain America's greatest enemy wasn't the Red Skull. It was propaganda., su Syfy, 16 aprile 2020. URL consultato il 6 novembre 2023.
7. ↑   Gregory Paul Silber, Captain America and the Falcon: Secret Empire Review, su AIPT Comics, 13 aprile 2017. URL consultato il 6 novembre 2023.
8. 1 2   Matthew Peterson, Retro Review: Captain America #175 (July 1974), su Major Spoilers, 13 gennaio 2011. URL consultato il 6 novembre 2023.
9. ↑   Captain America & the Falcon: Secret Empire (Trade Paperback), su Marvel Comics. URL consultato l'8 novembre 2023.
10. ↑   CAPTAIN AMERICA AND THE FALCON: SECRET EMPIRE TPB [NEW PRINTING], su Marvel Comics. URL consultato il 7 novembre 2023.